# OpenCMS
openCMS是一个使用java开发的内容管理系统，他的功能非常强大，适合用来建立比较大规模的网站。

## 參看
- 內容管理系統列表

## 外部連結
- OpenCms website（页面存档备份，存于）
- OpenCms forum
- OpenCms wiki（页面存档备份，存于）
- OpenCms API Documentation（页面存档备份，存于）